# Ante Kotromanović
Ante Kotromanović (Potravlje kod Sinja, 8. svibnja 1968.), hrvatski političar i brigadir, ministar obrane Republike Hrvatske u dvanaestoj Vladi Republike Hrvatske.

## Životopis
Ante Kotromanović rođen je u Potravlju kod Sinja. Završio je Zapovjedno-stožernu školu "Blago Zadro" i Ratnu školu "Ban Josip Jelačić". Godine 1990. postaje dijelom specijalnih postrojbi MUP-a. Godinu poslije, 1991., postao je zapovjednik u specijalnim snagama Glavnog stožera HV-a. Godine 1992. postao je zapovjednik bojne u Nastavnom središtu u Sinj. Od 1993. do 1996. bio je zapovjednik 126. sinjske brigade i zapovjednik Operativne grupe Sinj. Od 1996. do 19. listopada 1999. vršio je dužnost zapovjednika 4. gardijske brigade. Nakon toga pohađa Ratnu školu "Ban Josip Jelačić", a 2001. postaje načelnik Zbornog podrućja Dubrovnik. Od 2002. je u vojnoj mirovini.

## Političko djelovanje
Godine 2001., kao alkarski vojvoda žestoko napada tadašnju vlast zbog kriminaliziranja generala i Domovinskog rata. Predsjednik Mesić ga je zbog toga umirovio, zajedno s ostalim generalima koji su politički istupali protiv tadašnje vlasti. Godine 2006. se priklanja SDP-u, te postaje njihov predsjednik Savjeta za branitelj i ratne stradalnike. Godine 2007. se i službeno učlanjuje u SDP i na parlamentarnim izborima iste godine postaje saborski zastupnik. U Sabor ulazi 11. siječnja 2008. kao predstavnik Socijaldemokratske partije Hrvatske za IX. izbornu jedinicu, te postaje predsjednik Odbora za ratne veterane. Godine 2011. diplomirao je na Fakultetu političkih znanosti u Zagrebu, smjer novinarstvo, nakon čega upisuje poslijediplomski specijalistički studij Poslovno upravljanje na zagrebačkom Ekonomskom fakultetu.
Nakon izbora 2011., kada Kukuriku koalicija osvaja vlast, te 23. prosinca 2011. postaje ministar obrane u vladi Zorana Milanovića, zbog čega napušta Sabor. Dobitnik je niza hrvatskih državnih odlikovanja: Reda kneza Domagoja, Reda Nikole Šubića Zrinskog, Reda bana Jelačića, medalje Iznimni pothvati itd.

## Odlikovanja
| Hrvatska | Red kneza Domagoja                              |  |
| Hrvatska | Red Nikole Šubića Zrinskog                      |  |
| Hrvatska | Red bana Jelačića                               |  |
| Hrvatska | Spomenica domovinskog rata                      |  |
| Hrvatska | Spomenica domovinske zahvalnosti                |  |
| Hrvatska | Medalja za sudjelovanje u operaciji "Ljeto '95" |  |
| Hrvatska | Medalja za sudjelovanje u operaciji "Oluja"     |  |
| Hrvatska | Medalja za iznimne pothvate                     |  |
| Hrvatska | Križ specijalnih postrojbi                      |  |
| Izvori:  |                                                 |  |